# Giuliano Carnimeo
Giuliano Carnimeo (* 4. Juli 1932 in Bari als Giuliano Carmineo; † 10. September 2016 in Rom), bekannter unter seinem Pseudonym Anthony Ascott oder Antony Ascot, war ein italienischer Filmregisseur und Drehbuchautor.

## Leben
Carnimeo war seit Ende der 1950er Jahre zunächst als Regieassistent, oftmals bei den damals populären Sandalenfilmen tätig. Häufig arbeitete er mit Giorgio Simonelli zusammen.
Bereits 1962 war er für die italienische Version der US-amerikanischen, von George Sherman inszenierten Ko-Produktion Panic Button verantwortlich; in der Folge arbeitete er oftmals für Komödien mit Franco & Ciccio. 1967 drehte er seinen ersten alleinverantworteten Film als Regisseur und schuf sich mit etlichen Italowestern, darunter Filme der Sartana-Reihe und die Halleluja-Westernkomödien, einen Ruf als origineller und unterhaltsamer Regisseur. In den meisten dieser Filme besetzte er George Hilton.
Ab Mitte der 1970er Jahre wandte er sich mit weitaus weniger Erfolg wieder reinen Komödien zu. Einer seiner letzten Filme war der exploitative Horrorfilm Ratman, in dem der kleinstwüchsige Nelson de la Rosa die Hauptrolle innehatte.
Ein anderes Pseudonym Carnimeos war Jules Harrison.

## Filmografie
Regie
- 1968: Django – Ein Sarg voll Blut (Il momento di uccidere)
- 1968: Ringo, such dir einen Platz zum Sterben (Joe… cercati un posto per morire!)
- 1969: Sartana – Töten war sein täglich Brot (Sono Sartana, il vostro becchino)
- 1970: Django und Sabata – wie blutige Geier (C’è Sartana… vendi la pistola e comprati la bara)
- 1970: Sartana kommt (Una nuvola di polvere… un grido di morte…arriva Sartana)
- 1970: Sartana – noch warm und schon Sand drauf (Buon funerale, amigos… paga Sartana)
- 1971: Ein Hallelujah für Camposanto (Gli fumavano le Colt… lo chiamavano Camposanto)
- 1971: Man nennt mich Halleluja (Testa t’ammazzo, croce… sei morto! Mi chiamano Alleluja)
- 1972: Ein Halleluja für Spirito Santo (Un oomo avvisato mezzo ammazzato… Parola di Spirito Santo)
- 1972: Das Geheimnis der blutigen Lilie (Perché quelle strane gocce di sangue sul corpo di Jennifer?)
- 1972: Beichtet Freunde, Halleluja kommt (Il West ti va stretto, amico… è arrivato Alleluja)
- 1973: Kennst Du das Land, wo blaue Bohnen blüh’n? (Lo chiamavano Tresette… giocava sempre col morto)
- 1973: Wenn Engel ihre Fäuste schwingen (Fuori uno sotto un altro arriva il Passatore)
- 1974: Dicke Luft in Sacramento (Di Tresette ce n'è uno, tutti gli altri son nessuno)
- 1975: Zwei irre Typen mit ihrem tollen Brummi (Simone e Matteo: Un gioco da ragazzi)
- 1976: Vier Fäuste – Hart wie Diamanten (Il vangelo secondo Simone e Matteo)
- 1979: Flotte Teens und Sex nach Noten (L’insegnante balla… con tutta la classe)
- 1981: Hilfe, meine Frau geht wieder zur Schule (Mia moglie torna a scuola)
- 1981: Männer mögen’s heiß (L’amante tutta da scoprire)
- 1983: The Executor – Der Vollstrecker (Gli sterminatori dell’anno 3000)
- 1988: Ratman (Quella villa in fondo al parco)
- 1988: Computron 22

Drehbuch
- 1961: Ursus – Rächer der Sklaven (Ursus)